# Mathis Type TY
La Type TY era un'autovettura di fascia medio-bassa, prodotte tra il 1931 ed il 1934 dalla Casa automobilistica francese Mathis.

## Profilo
Con l'arrivo della Type TY, la Casa di Strasburgo riprese il tema delle vetture di cilindrata intorno al litro, visto e considerato che le Mathuis di cilindrata più vicina, le Type MYP e PY, utilizzavano un motore da 1,2 litri e stavano quindi distanziandosi. La Type TY si propose pertanto come vettura di base della gamma. Proposta come berlina, coupé, cabriolet e furgone, la Type TY montava inizialmente un piccolo motore a 4 cilindri da 905 cm³, in grado di erogare 15 CV di potenza massima a 3400 giri/min. La distribuzione era a valvole laterali.

La trasmissione prevedeva una frizione monodisco a secco, mentre il cambio era a tre marce.

All'inizio del 1934, il motore della Type TY venne leggermente rialesato e la sua cilindrata fu portata così a 935 cm³ e 18 CV di potenza massima a 3600 giri/min.

Alla fine dello stesso anno, la Type TY fu tolta di produzione. Gli ultimi esemplari già portavano una placchetta sul telaio marchiata Matford.